# زندان جکسون کانتی (فیلم)
زندان جکسون کانتی (به انگلیسی: Jackson County Jail) فیلمی محصول سال ۱۹۷۶ و به کارگردانی مایکل میلر است. در این فیلم بازیگرانی همچون ایوت میمی‌یو، تامی لی جونز، رابرت کارادین، هاورد هسمن، نان مارتین و مری وارناف ایفای نقش کرده‌اند.